# Estado cliente
Um estado cliente é um estado que é econômica, política ou militarmente subordinado a um outro estado mais poderoso nos assuntos internacionais. Tipos de estados clientes incluem: Estado satélite, Estado associado, Estado fantoche, neocolônia, protetorado, Estado vassalo e Estado tributário.

## Estados clientes na Antiguidade

### Pérsia, Grécia e Roma
Estados antigos como a Pérsia e as cidades-estados gregas criariam Estados clientes ao fazer os líderes do Estado subordinado. Um dos utilizadores mais prolíficos de Estados clientes foi Roma republicana (por exemplo, Demétrio de Faros), que ao invés de conquistar e depois absorver em um império, escolheu fazer Estados clientes fora daqueles que derrotava, uma política que foi continuada até o primeiro século antes de Cristo, quando se tornou Império Romano. O uso de Estados clientes continuou durante a Idade Média no momento em que o sistema feudal começou a tomar conta.

### Sob o Império Mongol
No século XIII, a Coreia foi invadida pelo poderoso Império Mongol. Depois do tratado em 1260 e invasão de 1270, Goryeo se tornou uma dependência da dinastia Yuan.

## Séculos XIX e XX

### Estados clientes da França
Durante a Revolução Francesa e era napoleônica, a França conquistou a maior parte da Europa ocidental e estabeleceu diversos estados clientes. No início, durante as guerras revolucionárias francesas esses estados foram erigidos como repúblicas (as chamadas "Républiques soeurs" ou "repúblicas irmãs"). Foram criadas na Itália (República Cisalpina no norte da Itália, República Partenopéia no sul da Itália), Suíça, Bélgica e Holanda como uma república e uma monarquia.
Durante o Primeiro Império Francês, enquanto Napoleão e o exército francês conquistavam a Europa, tais estados foram alterados, e vários novos estados foram formados. As repúblicas italianas foram transformadas no Reino da Itália sob o domínio direto de Napoleão no norte e o Reino de Nápoles, no sul, sob o governo de José Bonaparte e mais tarde sob o governo do Marechal do Império Joachim Murat.
A margem ocidental do rio Reno foi anexada e foi parte do Império Francês. Vários estados alemães, que compunham a Confederação do Reno, eram estados clientes do império francês, incluindo o Reino da Vestfália, que foi controlado por Jerônimo Bonaparte.
A Espanha, também, foi um reino cliente, após a invasão francesa da Península Ibérica, como foi a Polônia, em seguida, Ducado de Varsóvia.

### Império Britânico
No Império Britânico, os Estados principescos indianos eram tecnicamente independentes (e receberam tecnicamente a sua independência em separado em 1947, embora o nizã de Hiderabade não mantivesse a sua independência da Índia). A independência egípcia em 1922 tecnicamente terminou um protetorado britânico no Egito. Sudão e Egito continuaram a ser governados como Sudão Anglo-Egípcio até a independência do Sudão em 1956; a Grã-Bretanha também teve interesses no Egito até a Crise de Suez terminar. O Iraque foi feito um reino em 1932. Em cada caso, a realidade econômica e militar não significava independência total, mas um estado onde os governantes locais eram clientes britânicos. Da mesma forma, na África (por exemplo, no Norte da Nigéria sob Lord Lugard) e em Malaia com o Estados Federados Malaios e o Estados Malaios Não-Federados; na política de indirect rule.

### Alemanha nazista
Depois que a França foi derrotada na Batalha de França, a França de Vichy foi estabelecida como uma Estado cliente da Alemanha nazista, que permaneceu como tal até sua libertação em 1944. A República Eslovaca também serviu sob Alemanha durante o mesmo período.

### Estados Unidos
Depois de 1945, o termo foi aplicado frequentemente aos países governados por ditaduras apoiadas abertamente pelos Estados Unidos ou pela União Soviética. Durante a Guerra Fria, muitos países latino-americanos, como Guatemala, El Salvador, Nicarágua até 1979, Cuba até 1959, e o Chile sob o regime do general Augusto Pinochet foram vistos como estados clientes dos Estados Unidos, já que o governo dos Estados Unidos teve uma influência significativa sobre as políticas dessas ditaduras. O termo era igualmente aplicável aos outros regimes autoritários com laços estreitos com os Estados Unidos durante a Guerra Fria, mais apropriadamente chamado de proxy states dos Estados Unidos, como o Vietnã do Sul, Irã até 1979, o Camboja sob o regime de Lon Nol, Filipinas e Arábia Saudita. Um exemplo de caso da construção de um Estado cliente são as relações entre os Estados Unidos e o Irã sob o xá.
Os Estados Unidos também fornecem apoio político e militar significativo para os pequenos, mas estratégicos, estados: Israel, República da China (Taiwan), Coreia do Sul, Colômbia e Bahrein são bons exemplos.

### União Soviética
Os Estados proxy ou "clientes" soviéticos incluíam a maior parte dos países do Pacto de Varsóvia cujas políticas foram fortemente influenciadas pelo poder militar e ajuda econômica soviética. Outras nações do Terceiro Mundo, com governos marxistas-leninistas, foram rotineiramente criticados como sendo proxies soviéticos, bem como, entre eles Cuba após a Revolução Cubana, a República Popular de Angola, a República Popular de Moçambique, a República Democrática do Afeganistão, e a República Democrática do Vietnã (Vietnã do Norte).